# Unione montana di comuni del Cusio e del Mottarone
L'unione montana del Cusio e del Mottarone è un ente locale sovracomunale, con autonomia statutaria, costituitosi nel 2015, che aggrega i sei comuni di Baveno, Casale Corte Cerro, Gravellona Toce, Omegna, Quarna Sopra e Stresa.

## Storia
L'ente è stato costituito in seguito alla soppressione della comunità montana Due Laghi, Cusio Mottarone e Val Strona, insieme a tutte le altre comunità montane del Piemonte, con la Legge regionale 28 settembre 2012, n. 11.
Nel 2015 dunque le funzioni della comunità montana sono state ripartite tra questa unione montana e quella "della Valle Strona e delle Quarne".
Il 1º gennaio 2021, il comune di Quarna Sopra si staccò dall'unione della Valle Strona e delle Quarne ed è entrato a far parte di questa unione.

## Territorio
Il territorio di questa unione montana è situato a cavallo del Mottarone: a ovest comprende tutta la Val Corcera, a est comprende la zona costiera dell'alto Vergante.

## Principali funzioni
- La gestione associata dei servizi: scuole, servizi pubblici, servizi sociali, trasporti, protezione civile, rifiuti, polizia locale, urbanistica e opere pubbliche.
- La gestione associata delle "funzioni montane": difesa del suolo, sicurezza del territorio montano e le politiche alimentari, agricole e forestali.
- La tutela del territorio con il turismo e le attività commerciali: promozione turistica, sport, cultura e la cooperazione transfrontaliera.

## Demografia dei Comuni
Nel dettaglio fanno parte dell'unione montana i seguenti 6 comuni: 
| Posizione     | Stemma | Città              | Popolazione (ab) | Superficie (km²) | Densità (ab/km²) | Altitudine (m s.l.m.) | Altitudine Minima (m s.l.m.) | Altitudine Massima (m s.l.m.) |
| ------------- | ------ | ------------------ | ---------------- | ---------------- | ---------------- | --------------------- | ---------------------------- | ----------------------------- |
| 1º            |        | Omegna             | 15 171           | 30,37            | 500              | 295                   | 248                          | 1437                          |
| 2º            |        | Gravellona Toce    | 7 805            | 14,21            | 549              | 211                   | 195                          | 1309                          |
| 3º            |        | Baveno             | 4 919            | 17,10            | 288              | 205                   | 186                          | 991                           |
| 4º            |        | Stresa             | 4 870            | 35,36            | 138              | 200                   | 188                          | 1491                          |
| 5º            |        | Casale Corte Cerro | 3 446            | 12,52            | 275              | 372                   | 225                          | 1702                          |
| 6°            |        | Quarna Sopra       | 253              | 9,39             | 27               | 860                   | 375                          | 1424                          |
| Totale unione | –      | –                  | 36.464           | 119,07           | 306              | -                     | 186                          | 1702                          |